# Josip Filipi
Josip Bepo Filipi (* 14. Februar 1992 in Wien) ist ein ehemaliger kroatischer Boxer im Schwergewicht. Er ist der ältere Bruder des Boxers Toni Filipi.

## Erfolge
Filipi wurde 2008 Kroatischer Kadettenmeister und 2010 Kroatischer Jugendmeister im Schwergewicht, zudem gewann er 2008 eine Bronzemedaille bei der Junioren-Europameisterschaft in Plowdiw. 2010 war er Viertelfinalist der Jugend-Weltmeisterschaft in Baku.
Bei den Kroatischen Meisterschaften der Erwachsenen gewann er in den folgenden Jahren einmal Silber (2013) und dreimal Bronze (2012, 2015, 2016). Trotzdem konnte er an den Mittelmeerspielen 2013 in Mersin teilnehmen, wo er mit Siegen gegen Chouaib Bouloudinats, Abdoulaye Diané und Nikola Milačić das Finale erreichte und dort gegen Fabio Turchi unterlag. 2015 konnte er bei den Europaspielen in Baku an den Start gehen und gewann nach einer Niederlage im Halbfinale gegen Heworh Manukjan eine Bronzemedaille. Darüber hinaus boxte er von 2015 bis 2017 für die Teams British Lionhearts und China Dragons in der World Series of Boxing, wo er fünf von sieben Kämpfen gewinnen konnte.
Im April 2017 gewann er schließlich den Kroatischen Meistertitel im Schwergewicht, wurde von Trainer Leonard Pijetraj jedoch nicht für die Europameisterschaft 2017 berücksichtigt. Daraufhin gab er im September 2017 das Ende seiner Amateurkarriere bekannt. Im September 2018 bestritt er einen siegreichen Profikampf in Zagreb, ehe er seine Boxkarriere aufgrund einer Schulterverletzung und Unzufriedenheit mit seinem Management beendete.

## Sonstiges
Filipi ist verheiratet und Vater eines Sohnes.